# Districtul Phato
Phato (în thailandeză พะโต๊ะ) este un district (Amphoe) din provincia Chumphon, Thailanda, cu o populație de 22.633 de locuitori și o suprafață de 928,0 km².

## Componență
Districtul este subdivizat în 4 subdistricte (tambon), care sunt subdivizate în 43 de sate (muban).
| Nr. | Nume     | În thailandeză | Sate | Locuitori |
| --- | -------- | -------------- | ---- | --------- |
| 1.  | Phato    | พะโต๊ะ          | 19   | 8,491     |
| 2.  | Pak Song | ปากทรง         | 08   | 4,743     |
| 3.  | Pang Wan | ปังหวาน         | 07   | 4,964     |
| 4.  | Phra Rak | พระรักษ์         | 09   | 4,435     |

|| 
|}